# 시타라정
시타라정(일본어: 設楽町)은 일본 아이치현 히가시미카와 북부, 기타시타라군에 있는 정이다.
옛 시타라정의 나구라 지구 및 옛 쓰구촌은 16세기까지는 가모군에 속했다. 2005년 10월 1일에 쓰구촌과 합병해 새로운 시타라정이 되었다(신설 합병).

## 인접한 자치체
- 아이치현
  - 도요타시, 신시로시, 기타시타라군 도에이정·도요네촌
- 나가노현
  - 시모이나군 네바촌

## 역사
- 1956년 9월 30일 - 주변 정촌이 합병해 시타라정과 쓰구촌이 성립하였다.
- 2005년 10월 1일 - 쓰구촌과 합병해 새로운 시타라정이 성립하였다.

## 인구
| 연도 | 인구   | ±%     |
| ---- | ------ | ------ |
| 1960 | 14,975 | —      |
| 1970 | 10,732 | −28.3% |
| 1980 | 9,321  | −13.1% |
| 1990 | 8,225  | −11.8% |
| 2000 | 6,959  | −15.4% |
| 2010 | 5,767  | −17.1% |

## 교통

### 도로
- 국도 257호선
- 국도 420호선
- 국도 473호선